# Collisella triangularis
Collisella triangularis är en snäckart som först beskrevs av Carpenter 1864.  Collisella triangularis ingår i släktet Collisella och familjen Lottiidae. Inga underarter finns listade i Catalogue of Life.